# Annemarie Hase
Pour les articles homonymes, voir Hase.
Annemarie Hase (née Annita Hirsch), née le 14 juin 1900, à Berlin et morte le 22 février 1971 à  Berlin Ouest, en Allemagne, est une actrice et chanteuse juive allemande. Avec la montée du nazisme, elle s'exile en 1936, au Royaume-Uni.

## Biographie
Annemarie Hase est née le 14 juin 1900, à Berlin. Elle devient célère durant la République de Weimar. Avec la montée du nazisme, en 1933, elle est victime de persécutions, comme juive. Elle doit cesser ses activités publiques. Elle tient à rester en Allemagne. Mais elle doit vivre dans la clandestinité. Elle se réfugie d'abord dans l'église évangélique puis au Jüdischen Kulturbund (fondé en juin 1933). Elle donne des représentations dans des maisons privées et plus tard au Café Léon (Berlin, Lehniner Platz). La situation s'empirant, en 1936, elle s'exile au Royaume-Uni, où  elle vit pendant dix ans. Elle est  engagée par le département allemand de la BBC, durant la Seconde Guerre mondiale où elle travaille avec Bruno Adler.
Après la guerre, elle retourne à Berlin. Elle reprend son métier d'actrice.